# Technische Universität Częstochowa

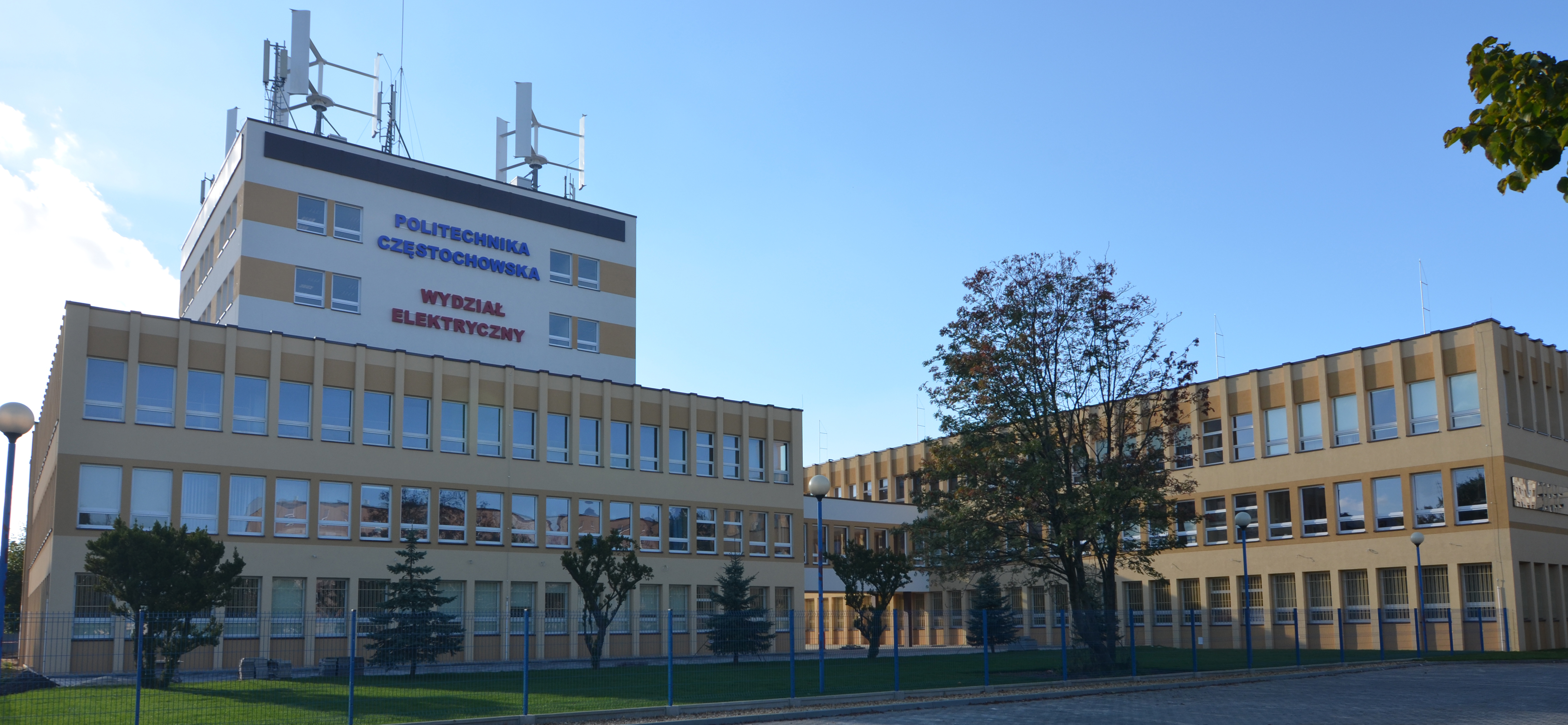
Institut der Elektrotechnik an der TU Częstochowa

Die Technische Universität Częstochowa (polnisch: Politechnika Częstochowska) ist eine technische Universität in Częstochowa, Polen. Die Technische Universität Częstochowa wurde im Jahre 1949 gegründet und hat im Laufe der Jahrzehnte die wissenschaftliche Lehre konstant ausgebaut: Anfang der 1960er Jahre erhielt die Universität das Recht zur Vergabe des Magister-, ab 1973 auch Doktorgrade; ab 1979 konnten Postdoktoranden auch PD Tech. Wissenschaften im Fach Metallurgie, ab 1990 auch im Fach Maschinenbau, werden.

## Institute
Es gibt sechs Institute:
- Material-Ing. und Metallurgie
- Maschinenbau
- Material-, Prozessingenieuring und angewandte Physik
- Bauwesen
- Mechanik und Informatik
- Umweltschutz

Rektor ist Norbert Sczygiol.